# Франц Рогальскі
Франц Фердинанд Рогальскі (нім. Franz Ferdinand Rogalski; 15 липня 1913, Ашлаукен — 10 лютого 1977, Бад-Гомбург) — німецький офіцер, оберлейтенант резерву вермахту. Кавалер Лицарського хреста Залізного хреста з дубовим листям.

## Біографія
1 жовтня 1934 року вступив у 22-й піхотний полк, з яким брав участь у Польській кампанії. З листопада 1939 року служив у 5-й роті 371-го піхотного полку. Учасник Французької кампанії та Німецько-радянської війни. Навесні 1942 року був двічі поранений і перевдений спочатку в 289-й запасний піхотний батальйон, а потім — у 1-й батальйон 336-го гренадерського полку. В червні 1943 року зарахований у штурмовий батальйон 8-ї армії. Відзначився у боях під Кіровоградом та Черкасами. З кінця 1944 року — ад'ютант 2-го батальйону 45-го гренадерського полку. Відзначився в боях у районі Ландсберга і Мельзака.

## Нагороди
- Медаль «За вислугу років у Вермахті» 4-го класу (4 роки)
- Залізний хрест
  - 2-го класу (18 вересня 1941)
  - 1-го класу (30 січня 1942)
- Лицарський хрест Залізного хреста з дубовим листям
  - лицарський хрест (24 липня 1941) — як оберфельдфебель і командир ударної групи штурмового батальйону 8-ї армії.
  - дубове листя (№ 775; 11 березня 1945)